# 1. deild kvenna 1983
La 1. deild kvenna 1983 (islandese: 1ª divisione femminile), è stata la 12ª edizione della massima divisione del campionato islandese femminile di calcio.

## Stagione

### Formula
Girone unico all'italiana con gare di andata/ritorno a specchio. Retrocede in categoria inferiore solo l'ultima.

## Classifica finale
|                    | Pos. | Squadra      | Pt | G  | V | N | P  | GF | GS | DR  |
| ------------------ | ---- | ------------ | -- | -- | - | - | -- | -- | -- | --- |
| Islanda (bandiera) | 1.   | Breiðablik   | 18 | 10 | 9 | 0 | 1  | 30 | 6  | +24 |
|                    | 2.   | Valur        | 14 | 10 | 6 | 2 | 2  | 19 | 5  | +14 |
|                    | 3.   | ÍA Akranes   | 12 | 10 | 5 | 2 | 3  | 32 | 11 | +21 |
|                    | 4.   | KR Reykjavík | 12 | 10 | 5 | 2 | 3  | 19 | 8  | +11 |
|                    | 5.   | Víkingur     | 4  | 10 | 2 | 0 | 8  | 7  | 26 | -19 |
|                    | 6.   | Víðir        | 0  | 10 | 0 | 0 | 10 | 4  | 55 | -51 |

Legenda:
      Campione d'Islanda.
      Retrocesso in 2. deild kvenna.
Note:
Due punti a vittoria, uno a pareggio, zero a sconfitta.
A parità di punti squadre classificate con la differenza reti.
Spareggio in caso di pari punti in zona promozione e retrocessione.

### Risultati

#### Calendario
| Andata (1ª) | Andata (1ª) | Prima giornata        | Ritorno (6ª) | Ritorno (6ª) |
|             |             |                       |              |              |
| 26 mag.     | 0-1         | Víkingur-KR Reykjavík | 0-3          | 21 lug.      |
| 26 mag.     | 4-0         | ÍA Akranes-Víðir      | 12-1         | 21 lug.      |
| 26 mag.     | 0-1         | Valur-Breiðablik      | 1-0          | 21 lug.      |

| Andata (2ª) | Andata (2ª) | Seconda giornata        | Ritorno (7ª) | Ritorno (7ª) |
|             |             |                         |              |              |
| 8 giu.      | 0-4         | Víkingur-Valur          | 0-1          | 4 ago.       |
| 9 giu.      | 1-1         | ÍA Akranes-KR Reykjavík | 1-2          | 4 ago.       |
| 9 giu.      | 2-3         | Víðir-Breiðablik        | 0-10         | 4 set.       |

| Andata (3ª) | Andata (3ª) | Terza giornata      | Ritorno (8ª) | Ritorno (8ª) |
|             |             |                     |              |              |
| 16 giu.     | 4-0         | Breiðablik-Víkingur | 3-1          | 11 ago.      |
| 16 giu.     | 5-0         | KR Reykjavík-Víðir  | 6-0          | 11 ago.      |
| 16 giu.     | 1-1         | Valur-ÍA Akranes    | 0-2          | 11 ago.      |

| Andata (4ª) | Andata (4ª) | Quarta giornata       | Ritorno (9ª) | Ritorno (9ª) |
|             |             |                       |              |              |
| 30 giu.     | 1-1         | KR Reykjavík-Valur    | 0-0          | 1º set.      |
| 30 giu.     | 0-1         | ÍA Akranes-Breiðablik | 2-3          | 1º set.      |
| 30 giu.     | 1-2         | Víðir-Víkingur        | 0-2          | 1º set.      |

| \| Andata (5ª) \| Andata (5ª) \| Quinta giornata \| Ritorno (12ª) \| Ritorno (12ª) \| \| \| \| \| \| \| \| 11 lug. \| 1-0 \| Breiðablik-KR Reykjavík \| 4-0 \| 8 set. \| \| 7 lug. \| 7-0 \| Valur-Víðir \| 4-0 \| 8 set. \| \| 7 lug. \| 0-1 \| Víkingur-ÍA Akranes \| 2-8 \| 8 set. \| |             |                         |               |               |
| Andata (5ª) | Andata (5ª) | Quinta giornata         | Ritorno (12ª) | Ritorno (12ª) |
| |             |                         |               |               |
| 11 lug. | 1-0         | Breiðablik-KR Reykjavík | 4-0           | 8 set.        |
| 7 lug. | 7-0         | Valur-Víðir             | 4-0           | 8 set.        |
| 7 lug. | 0-1         | Víkingur-ÍA Akranes     | 2-8           | 8 set.        |

#### Tabellone
|              | Bre  | ÍAA  | KR   | Val  | Víð  | Vik  |
| ------------ | ---- | ---- | ---- | ---- | ---- | ---- |
| Breiðablik   | –––– | 1-0  | 1-0  | 0-1  | 10-0 | 4-0  |
| ÍA Akranes   | 2-3  | –––– | 1-1  | 2-0  | 4-0  | 8-2  |
| KR Reykjavík | 0-4  | 2-1  | –––– | 1-1  | 5-0  | 3-0  |
| Valur        | 0-1  | 1-1  | n.d. | –––– | 7-0  | 1-0  |
| Víðir        | 2-3  | 1-12 | 0-6  | 0-4  | –––– | 0-2  |
| Vikingur     | 1-3  | 0-1  | 0-1  | 0-4  | 2-1  | –––– |

## Classifica marcatori
| Gol |  |  | Giocatore                | Squadra      |
| --- |  |  | ------------------------ | ------------ |
| 18  |  |  | Laufey Sigurðardóttir    | IA           |
| 10  |  |  | Erla Rafnsdóttir         | Breidablik   |
| 9   |  |  | Guðrún Sæmundsdóttir     | Valur        |
| 8   |  |  | Ásta B. Gunnlaugsdóttir  | Breidablik   |
| 8   |  |  | Bryndís Einarsdóttir     | Breidablik   |
| 6   |  |  | Kolbrún Jóhannsdóttir    | KR Reykjavik |
| 4   |  |  | Ragnheiður Jónasdóttir   | IA           |
| 4   |  |  | Árna Steinsen            | KR Reykjavik |
| 4   |  |  | Sigurbjorg Sigþórsdóttir | KR Reykjavik |
| 4   |  |  | Bryndís Sæmundsdóttir    | Valur        |
| 4   |  |  | Kristín Arnþórsdóttir    | Valur        |